# Timašovsk
Timašovsk (rusky Тимашёвск) je město v Krasnodarském kraji v Ruské federace. Při sčítání lidu v roce 2010 měl bezmála čtyřiapadesát tisíc obyvatel.

## Poloha
Timašovsk leží na řece Kirpili v úmoří Azovského moře. Od Krasnodaru, správního střediska celého kraje, je vzdálen přibližně 70 kilometrů na sever.